# Metopoplus boursini
Metopoplus boursini là một loài bướm đêm trong họ Noctuidae.